# Олстон (Џорџија)
Олстон (енгл. Alston) град је у америчкој савезној држави Џорџија. По попису становништва из 2010. у њему је живело 159 становника.

## Демографија
Према попису становништва из 2010. у граду је живело 159 становника, што је 0 (0,0%) становника више него 2000. године.
| Група             | 2000.       | 2010.       |
| Белци             | 138 (86,8%) | 134 (84,3%) |
| Афроамериканци    | 21 (13,2%)  | 20 (12,6%)  |
| Азијати           | 0 (0,0%)    | 0 (0,0%)    |
| Хиспаноамериканци | 0 (0,0%)    | 2 (1,3%)    |
| Укупно            | 159         | 159         |